# Obdulio Varela
Pour les articles homonymes, voir Varela.
Obdulio Jacinto Muiños Varela, né le 20 septembre 1917 à Montevideo et mort le 2 août 1996 dans la même ville, est un footballeur uruguayen.
Il est le capitaine de la fameuse équipe d'Uruguay qui remporte la Coupe du monde en 1950 en battant le Brésil chez lui au Stade Maracanã.

## Biographie
Obdulio Varela réalise une carrière fructueuse en club. Après avoir fait ses classes au Deportivo Juventud, il rejoint le Montevideo Wanderers en 1938 et fait ses débuts en équipe d'Uruguay en 1939, avec laquelle il dispute le championnat d'Amérique du Sud en 1939, 1941, 1942, 1945 et 1946. En 1942, la Celeste remporte la couronne continentale. Varela rejoint le CA Peñarol en 1943. Il en devient vite le capitaine et y remporte de nombreux titres, et notamment le Championnat d'Uruguay à six reprises, en 1944, 1945, 1949, 1951, 1953 et 1954. 

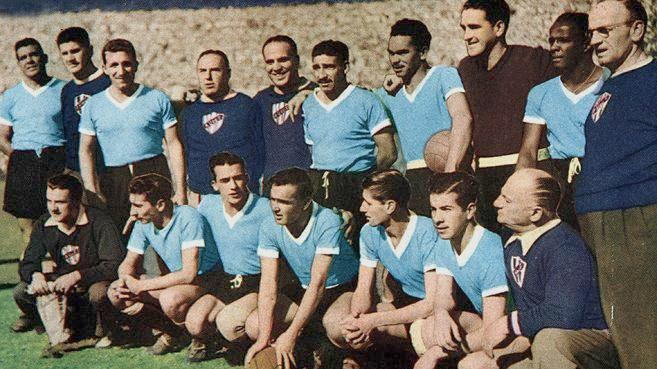
Les champions du monde de 1950.

Surnommé El negro jefe en français : « le chef noir », Obdulio Varela est le capitaine de l'équipe d'Uruguay qui remporte, contre toute attente, la Coupe du monde de football de 1950 aux dépens du Brésil, grâce à une victoire lors du dernier match au Stade Maracanã de Rio de Janeiro. Le format de cette édition de la Coupe du monde ne prévoit pas de finale mais un tournoi quadrangulaire, à l'issue duquel les deux équipes sud-américaines possèdent suffisamment de points d'avance sur l'Espagne et la Suède pour se disputer le trophée lors de leur dernier match. Les Brésiliens partent favoris car ils évoluent à domicile devant plus de 200 000 spectateurs et n'ont besoin que d'un match nul pour être titrés. En tout début de 2e mi-temps, l'ouverture du score brésilienne par Friaça semble confirmer les pronostics. L'Uruguay parvient néanmoins à marquer deux buts par Juan Alberto Schiaffino et Alcides Ghiggia pour s'imposer sur le fil 2-1 et plonger les Brésiliens dans un profond désarroi. Au coup de sifflet final, le cérémonial traditionnel de remise du trophée au vainqueur est bouleversé, le président de la Fédération internationale Jules Rimet étant même contraint de descendre seul sur la pelouse pour remettre le trophée à Varela.
L'Uruguay part défendre son titre en Suisse quatre ans plus tard. Obdulio Varela, âgé de 37 ans, est alors le plus vieux joueur à avoir disputé un match de Coupe du monde. Après avoir facilement passé le premier tour, il se blesse en quart de finale contre l'Angleterre (4-2). Les remplacements en cours de match sont interdits à l'époque et il doit terminer la partie avec un bandage. Varela et deux autres joueurs clés déclarent forfait pour la demi-finale contre la Hongrie, perdue 4-2 après prolongation. Varela termine sa carrière avec 45 matchs internationaux à son palmarès, et neuf buts. Il est invaincu en Coupe du monde.
En 1955, à sa retraite sportive, Varela tente brièvement de se reconvertir comme entraîneur sur le banc de Peñarol, auprès de Roque Maspoli, mais il abandonne très vite l'idée.
Varela meurt le 2 août 1996, deux ans après avoir été officiellement honoré par la FIFA pour sa carrière. Il apparaît en 2000 au 53e rang du classement du Meilleur joueur mondial du siècle selon l'IFFHS (et 4e rang parmi les Uruguayens).

## Clubs successifs
- 1938-1943 :  Montevideo Wanderers FC[6]
- 1943-1955 :  Peñarol